# Józef Kałdunek
Józef Kałdunek (Kałdonek) (13 sierpnia 1885 w Bruśku, zm. 1954) – górnośląski górnik, powstaniec śląski, poseł na Sejm Śląski I kadencji w II RP.

## Życiorys
Był górnikiem. Mieszkał i pracował w Szarleju. Brał udział w powstaniach śląskich. Był naczelnikiem Towarzystwa Gimnastycznego „Sokół” w powiecie bytomskim, organizował czytelnie ludowe. Reprezentował Polskie Stronnictwo Chrześcijańskiej Demokracji w Sejmie Śląskim I kadencji. Zrezygnował z mandatu poselskiego w październiku 1924 roku. Zastąpił go Karol Szafosz, a po jego rezygnacji – Wincenty Zuber. Zmarł w zapomnieniu.